# Sweethearts (2019)
Sweethearts ist ein deutscher Spielfilm von Karoline Herfurth aus dem Jahr 2019. Der tragikomische Actionfilm basiert auf dem gemeinsamen Drehbuch von Herfurth und der Autorin Monika Fässler und erzählt von den beiden ungleichen Frauen Franny und Mel, gespielt von Herfurth und Hannah Herzsprung, die allen Umständen zum Trotz unerwartet Freundinnen werden.

## Handlung
Nach dem Raub einer Diamant-Kette wird die Diebin Mel von einer Security verfolgt. Sie schnappt sich kurzerhand die Passantin Franziska als Geisel und flieht mit ihr mit einem gekaperten Taxi. Franziska fällt dabei durch ihre ständigen Panikattacken auf, und sogar die Geldübergabe wird vermasselt. Als Mel ihre Geisel loswerden will, sieht Franziska eine fürsorgliche Mutter in ihr und eine unkonventionelle Freundschaft entsteht. Während die Soko-Leiterin Ingrid von Kaiten versucht, der Diebin das Handwerk zu legen, wird der Polizist Harry zur zweiten Geisel, da er im Club „Desire“ auftaucht. Es kommt danach zum Flirt zwischen Franziska und dem Polizisten. Aufgrund eines Streits jedoch knebelt Mel die beiden und wirft sie in den Kofferraum. Mel muss die Diamanten bei ihrem Ex-Mann Frank Gatsky abgeben und wird niedergeschossen. Die beiden Geiseln können sich jedoch befreien und Gatsky erledigen. Franziska versucht noch mit Mel einen Fluchtversuch mit einem Krankenwagen, jedoch ist die Polizei schnell zum Zugriff bereit. Nach sechs Monaten Haft wird Mel schließlich von ihrer Tochter und ihrer neuen Freundin Franziska mitsamt Freund Harry wieder in der Freiheit begrüßt.

## Produktion
Hergestellt wurde Sweethearts von der Hellinger Doll Filmproduktion und der Warner Bros. Film Productions mit Fördermitteln des Medienboard Berlin-Brandenburg, der Filmförderungsanstalt (FFA) und des Deutschen Filmförderfonds (DFFF). Die Dreharbeiten fanden von Mai bis Juli 2018 in Berlin und Brandenburg statt. Neben Herfurth und Herzsprung traten unter anderem Frederick Lau, Anneke Kim Sarnau, Frederic Linkemann, David Schütter und Mona Pirzad vor die Kamera.
Die Dreharbeiten für Sweethearts fanden u. a. in Berlin, Brandenburg an der Havel im Stadtteil Hohenstücken, Trebbin (Teltow-Fläming) und in Luckau (Dahme-Spreewald) statt.
Sweethearts feierte am 4. Februar 2019 im Zoo Palast in Berlin Weltpremiere. Die Freigabe der Produktion zur öffentlichen Vorführung erfolgte schließlich am 14. Februar 2019 durch Warner Bros. Pictures. Presseberichten zufolge kam die Produktion nach Ende des ersten Vorführwochenendes in 385 Kinos auf 45.000 Besucher und 390.000 Euro Umsatz. Die Tragikomödie stieg damit auf Platz 10 der deutschen Kinocharts ein.

## Kritiken
Bei Kritikern stieß die Produktion nach ihrer Veröffentlichung am 14. Februar 2019 auf überwiegend positives Echo.
Antje Wessels befand auf Filmstarts.de, dass Herfurth mit Sweethearts – ähnlich wie bei SMS für Dich (2016) – wieder einmal beweise, dass Figuren nicht zwingend lustig sein müssen, um die Situation lustig zu machen. Drehbuchautorin Monika Fäßler schlage mit ihrem Debütskript „in eine ähnliche Kerbe und setzt bei ihrem abgefahrenen Szenario auf bodenständige Figuren, bevor die Situation ganz allmählich immer weiter aus sich selbst heraus eskaliert“. Obwohl die Charaktere für gewisse „Stereotypen des Komödien-Kinos“ stünde, seien sie „komplex geschrieben“ und hielte für beide Hauptdarstellerinnen „dennoch genügend Ecken und Kanten bereit, so dass sie nicht einfach nur zu eindimensionalen Sympathieträgerinnen verkommen“. In Sweethearts träfen „stark inszenierte Actionszenen und eine ordentliche Prise trockener Humor auf spannende Charaktere“.
Die Süddeutsche Zeitung bezeichnete die Produktion als „ausgelassene Abenteuerkomödie“, in der „ein sehr gefühlvolles, aber nie sentimentales Herz“ schlage. Die Zeitung fand, es sei „hinreißend, wie Monika Fäßler als Drehbuchautorin und Karoline Herfurth als Regisseurin kleine Momente zu Running Gags ausbauen, wie sie sich langsam vom Schmunzeln zum Lachen steigern. Allein das ist schon ein Geschenk für den deutschen Film, der an den Kinokassen sonst von den spätpubertären Schweiger-Schweighöfer-Albernheiten dominiert wird.“ Die Figuren seien schnell „ins Herz zu schließen“ und Herfurth zeige „ein feines Gespür für Timing und Rhythmus [...], aber auch die Fähigkeit zu einer ausgreifenden Körperkomik“. Unterstützt würden viele Szenen auch von ihrem Soundtrack, „in dem sich alte Gassenhauer mit neuesten Songs von Billie Eilish abwechseln“.
Anke Sterneborg urteilte in epd Film, dass der Film zunächst „zwar ein bisschen holprig in Gang“ komme, mit zunehmender Spielzeit jedoch „sehr bald eine absolut mitreißende Dynamik“ entwickele und „vergnügliche und freche“ Unterhaltung biete. Sweethearts balanciere „schwungvoll [...] auf einem schmalen Grat zwischen leichter Komödie und spannendem Actionabenteuer“, und setze „dabei en passant wunderbar haarsträubende Situationen und jede Menge liebenswertes Personal in Szene“. Herfurth verleihe „Berlin mit neonbunten Farbakzenten so ein gewisses L.A-Flair“. Mit Frederick Lau, Uwe Preuß und Cordula Stratmann baue sich Herfurth „sukzessive eine kleine, feine »Familie« auf, zu der sich hier illustre Neuzugänge wie Ronald Zehrfeld und Anneke Kim Sarnau“ gesellten.
Berliner Zeitung-Redakteurin Sarah Pepin befand, dass die Handlung des Films „die Möglichkeit ungewöhnlicher szenischer Spannungen“ biete und „nebenbei auch als leiser Kommentar zum Mutter-Dasein zwischen Abgebrühtheit und Emotionalität“ tauge. Es sei „nichts grundsätzlich Neues, was Herfurth präsentiert, aber dennoch unterhaltsam. Die Schauplätze in Sweethearts sind billige Motels, Stripclubs und Autowerkstätten, die Ästhetik orientiert sich an amerikanischen Bankraubfilmen. Das ist in sich zwar stimmig, aber mit Berlin als Stadt schwer zu verbinden. Schwerer zu verzeihen sind Kontinuitätsfehler: Dass ein Berlin-Film dem Zuschauer in einer Szene verkaufen will, die Komische Oper sei gegenüber vom Filmhaus am Potsdamer Platz“.